# Guillermo Butler
Fray Guillermo Butler (Córdoba, 14 de diciembre de 1880-Buenos Aires, 17 de julio de 1961) fue un pintor argentino de la orden dominica, considerado un importante artista en temas sacros y en las series de paisajes de las Sierras de Córdoba.

## Biografía
Hijo del irlandés William "Guillermo" Butler y la italiana Maria Batto, adoptó el nombre de su padre al ingresar en la Orden de Predicadores de Santo Domingo de Guzmán en 1896. Luego de su ordenación estudió pintura con Emilio Caraffa y en 1908 viajó a Europa donde se perfeccionó con Desiré López. Regresó a Buenos Aires en 1915 y en 1925 fue galardonado con el Premio Nacional de Pintura. Expuso en Venecia en 1919 y en otras ciudades europeas.
Fundó la Academia Beato Angélico —de quien era gran admirador— y fue nombrado miembro de número de la Academia Nacional de Bellas Artes.
Realizó vitrales en la capilla del Colegio de la Anunziata, en la iglesia del Salvador de Buenos Aires, la catedral de la Inmaculada Concepción de Villa María en Córdoba y el convento de Santo Domingo donde residía.
Su obra de carácter religioso e íntimo fue influenciada por los Nabis y los puntillistas, su obra es en instancias ingenua (arte naif), se halla representada en el Museo Nacional de Bellas Artes, y en los museos de Córdoba, Santa Fe, Museo Castagnino de Rosario y Tucumán.
En el año 2005 se realizó una retrospectiva homenaje en el Centro Cultural Recoleta de Buenos Aires.
Aunque era contemporáneo de las vanguardias, no se dejó influenciar por ningún movimiento: en sus paisajes interiores, ingenuos y místicos se percibe cierto aire postimpresionista, pero lo que predomina es su propia mirada, parca, ensimismada y singular.
Butler fue un religioso que concentró su atención en el paisaje, situando su mirada por fuera de los muros de la iglesia, enlazando de esta manera su pensamiento plástico con el de muchos de sus contemporáneos. La representación paisajista fue un tópico importante en la producción plástica de la época.